# 前守水库
前守水库是中国江苏省常州市溧阳市境内的一座水库，位于周城河上，建于1960年。水库正常库容为864万立方米，集雨面积为20平方千米，海拔为19.5米。